# Danmark ved Ungdomssommer-OL 2014
Danmarks deltagelse i Ungdomssommer-OL 2014 i Nanjing, Kina begyndte med kvalifikation og efterfølgende udtagelse af atleterne. Det danske hold blev på 15 idrætsudøvere fordelt på otte sportsgrene.

## Medaljetagere
Fra Danmark deltog 15 sportsfolk i 8 sportsgrene. Danmark vandt samlet 5 medaljer ved legene, med 1 guldmedalje, 1 sølvmedaljer og 3 bronzemedaljer, i sportsgrenene Triatlon, Banecykling og Atletik. Emil Deleuran Hansen, vandt guld i disciplinen Mixed relay i Triatlon, mens rytterne Mikkel Honoré og Rasmus Salling vandt sølv i drengenes race i banecykling. Bronzemedaljevinderne var Anna Madsen og Pernille Mathiesen, i pigernes holdforfølgelse og Anne Sofie Kirkegaard, i 400m hækkeløb. Selvsamme Deleuran, vandt bronze, i drengenes race i Triatlon tre dage forinden guldsuccesen.
| 2014 Nanjing | Guld | Sølv | Bronze | Total |
| Danmark      | 1    | 1    | 3      | 5     |

| Medalje | Navn                           | Sport     | Disciplin                | Dato       |
| ------- | ------------------------------ | --------- | ------------------------ | ---------- |
| Guld    | Emil Deleuran Hansen           | Triatlon  | Mixed relay              | 21. august |
| Sølv    | Mikkel Honoré Rasmus Salling   | Cykling   | Drengenes race           | 22. august |
| Bronze  | Emil Deleuran Hansen           | Triathlon | Drengenes race           | 18. august |
| Bronze  | Anna Madsen Pernille Mathiesen | Cykling   | Pigernes holdforfølgelse | 22. august |
| Bronze  | Anne Sofie Kirkegaard          | Atletik   | 400m hækkeløb            | 25. august |